# Васильковцы (Погребищенский район)
Васильковцы (укр. Васильківці) — село на Украине, находится в Погребищенском районе Винницкой области.
Код КОАТУУ — 0523486402. Население по переписи 2001 года составляет 147 человек. Почтовый индекс — 22250. Телефонный код — 4346.
Занимает площадь 0,127 км².

## Адрес местного совета
22250, Винницкая область, Погребищенский р-н, с. Спичинцы, ул. Центральная, 10